# Шанду
Шанду́ (кит. упр. 上都, пиньинь Shàngdū, буквально «верхняя столица») — исторический город, в XIII веке летняя столица Хубилай-хана, императора-основателя империи Юань; археологический памятник на территории Шилингольского аймака современной Внутренней Монголии, в 275 км к северу от Пекина и в 28 км к северо-западу от современного города Долунь. Состоял из квадратного в плане «внешнего города» со стороной 2200 м, «внутреннего города» со стороной 1400 м и летнего дворца Хубилая со стороной 500 м (это 40 % от Запретного города в Пекине).

## История
Основан в 1256 году как Кайпи́н, вскоре переименован в Шанду.
Как правило, ежегодно на весеннее равноденствие юаньские императоры приезжали в город, а на осеннее равноденствие уезжали. Вместе с ними передвигались монгольские войска, не переносящие жаркого китайского лета. Однако у города был ряд недостатков: отсутствие налаженных путей и водных артерий, полная зависимость от поставок из Китая. Хубилай в первый год правления снял с города налогообложение и снизил торговые пошлины на торговлю с Шанду. Тем не менее, к 1293 году значительная часть ремесленников покинула город и перебралась в Китай.
В декабре 1358 года город охватило восстание «красных повязок». Повстанцы захватили город и сожгли императорскую резиденцию. 28 июля 1368 года последний император Юань Тогон-Тэмур бежал из Пекина со своим двором и 15 августа занял Шанду. 17 июня 1369 года войска империи Мин атаковали и заняли город, вынудив монгольский двор бежать в современный хошун Хэшигтэн-Ци городского округа Чифэн Внутренней Монголии.
При империи Мин город потерял столичный статус и был снова переименован в Кайпин. Император Хунъу стремился развивать город и разместил там 5 000 поселенцев. При Чжу Ди город часто использовался для временного размещения войск империи Мин. При Юнлэ в 1403 году город потерял своё значение и впоследствии был заброшен.

## Палеогенетика
У образцов с кладбища Чжэньзишань (Zhenzishan) определены Y-хромосомные гаплогруппы  G1a1-Z3175 (образец ZZS26), I2a1b1a2a2a2b~-S23937, J2b2b~-CTS6812>Z42957*, L1a1b3c~-SK1433 (xY24982, xY28521, xY31217), O2a2b1a2a1a1b1b2b2a-CTS335, Q1a1a1a1~-Y551, R1a1a1b2a2~-Z2121, R1a1a1b2a2-Z2124>R1a1a1b2a2b1d1~>F1019, T1a1a-L208 и митохондриальные гаплогруппы F1a1, D4o2a, D5b1, B4a3, B5a2a1, H6a1a, T2d1, N9a1, Z4. Выявлены явные различия в происхождении по отцовской и материнской линиям. Материнские линии этих жителей были в основном восточноазиатскими с некоторыми западно-евразийскими чертами, в то время как отцовские линии были в основном западно-евразийскими с меньшим количеством восточноазиатских черт. Этот погребальный комплекс, вероятно, использовался для захоронения потомков местных жителей и людей, прибывших в Шанду из разных уголков Евразии. По всей видимости, по крайней мере часть людей из исследованного некрополя была потомками местных женщин и пришлых мужчин.

## Современное состояние
Сегодня место, где располагался город Шанду, заметно благодаря остаткам глинобитных стен, кирпичного фундамента и укреплений. Археологическая зона, где когда-то располагался Шанду, в 2012 году была объявлена памятником Всемирного наследия человечества.

## В европейской культуре
В 1275 году город посетил венецианец Марко Поло, со слов которого его название было записано на старофранцузском языке как Chandu, однако затем в европейской картографии более распространённым стал португалоязычный вариант Xandu. Благодаря описанию Марко Поло город стал символом богатства и роскоши и был увековечен в европейской литературе в 1797 году в знаменитом стихотворении британского романтика С. Т. Кольриджа «Кубла Хан» под названием Xanadu (произносится За́наду, в русской передаче производных названий чаще используется транслитерация Ксанаду; в переводе К. Д. Бальмонта — «страна Ксана́д»).